# 藤山茂
藤山 茂（とうやま しげる、男性、1970年12月3日-）は、日本の柔道家。愛知県大府市出身。
小学1年生から柔道を始め、同朋高等学校-東海大学を卒業後、綜合警備保障に入社した。
現在は現役を引退し、母校である同朋高等学校で体育教師を務めながら柔道部監督として後進の指導をしている。

## 実績
- 1988年
  - 全日本ジュニア柔道体重別選手権大会71kg級 優勝
  - 全国高等学校総合体育大会柔道競技71kg級 5位
- 1990年
  - 全日本ジュニア柔道体重別選手権大会71kg級 優勝
- 1992年
  - 嘉納治五郎杯東京国際柔道大会71kg級 3位
  - ハンガリー国際柔道大会71kg級 3位
  - 全日本選抜柔道体重別選手権大会71kg級 2位
  - 講道館杯全日本柔道体重別選手権大会71kg級 3位
- 1993年
  - アジア柔道選手権大会71kg級 優勝
  - 全日本選抜柔道体重別選手権大会71kg級 3位
  - 講道館杯全日本柔道体重別選手権大会71kg級 3位
- 1994年
  - アジア柔道選手権大会71kg級 2位
  - 全日本選抜柔道体重別選手権大会71kg級 優勝
  - 講道館杯全日本柔道体重別選手権大会71kg級 優勝
  - 嘉納治五郎杯東京国際柔道大会71kg級 3位